# Volta Ciclista a Catalunya 1986
La Volta Ciclista a Catalunya 1986, sessantaseiesima edizione della corsa, si svolse in otto tappe, la seconda e la quinta suddivisa in due semitappe, precedute da un prologo, dal 9 al 18 settembre 1986, per un percorso totale di 1152,2 km, con partenza da Castell-Platja d'Aro e arrivo a Barcellona. La vittoria fu appannaggio dell'irlandese Sean Kelly, che completò il percorso in 30h05'03", precedendo lo spagnolo Álvaro Pino e il francese Charly Mottet. 
La cronometro individuale, decisiva per la classifica generale, si corse ad Alghero, in Sardegna: questo perché la città è un'isola linguistica della lingua catalana (il Dialetto algherese).
I corridori che tagliarono il traguardo di Barcellona furono 83.

## Tappe
| Tappa  | Data         | Percorso                                                        | km               | Vincitore di tappa    | Leader cl. generale |
| ------ | ------------ | --------------------------------------------------------------- | ---------------- | --------------------- | ------------------- |
| Pr.    | 9 settembre  | Castell-Platja d'Aro > Castell-Platja d'Aro (cron. individuale) | 5,3              | Jörg Müller           | Jörg Müller         |
| 1ª     | 10 settembre | Castell-Platja d'Aro > Badalona                                 | 181,4            | Frank Hoste           | Jörg Müller         |
| 2ª-1   | 11 settembre | Barcellona > Valls                                              | 94,6             | Wim Arras             | Jörg Müller         |
| 2ª-2   | 11 settembre | Valls > Salou                                                   | 60,0             | Thierry Marie         | Jörg Müller         |
| 3ª     | 12 settembre | Salou > Lleida                                                  | 160,0            | Frank Hoste           | Jörg Müller         |
| 4ª     | 13 settembre | Solsona > Vallter 2000                                          | 171,0            | Juan Fernández Martín | Anselmo Fuerte      |
| 5ª-1   | 14 settembre | Camprodon > Vic                                                 | 87,0             | Dominique Arnaud      | Anselmo Fuerte      |
| 5ª-2   | 14 settembre | Vic > Manresa                                                   | 99,0             | Pello Ruiz Cabestany  | Anselmo Fuerte      |
| 6ª     | 15 settembre | Manresa > l'Hospitalet de Llobregat                             | 135,0            | Federico Echave       | Anselmo Fuerte      |
| 7ª     | 16 settembre | Alghero (ITA) > Alghero (ITA) (cron. individuale)               | 29,9             | Sean Kelly            | Sean Kelly          |
|        | 17 settembre | giorno di riposo                                                | giorno di riposo | giorno di riposo      | giorno di riposo    |
| 8ª     | 18 settembre | Barcellona > Barcellona                                         | 111,0            | Léo Wellens           | Sean Kelly          |
| Totale | Totale       | Totale                                                          | 1152,2           |                       |                     |

## Dettagli delle tappe

### Prologo
- 9 settembre: Castell-Platja d'Aro – Cronometro individuale – 5,3 km[1]

Risultati
| Pos. | Corridore       | Squadra | Tempo |
| ---- | --------------- | ------- | ----- |
| 1    | Jörg Müller     | KAS     | 6'37" |
| 2    | Acácio da Silva | KAS     | a 2"  |
| 3    | Anselmo Fuerte  | Zor-BH  | s.t.  |

| Pos. | Corridore       | Squadra | Tempo |
| ---- | --------------- | ------- | ----- |
| 1    | Jörg Müller     | KAS     | 6'37" |
| 2    | Acácio da Silva | KAS     | a 2"  |
| 3    | Anselmo Fuerte  | Zor-BH  | s.t.  |

### 1ª tappa
- 10 settembre: Castell-Platja d'Aro > Badalona – 181,4 km[2]

Risultati
| Pos. | Corridore              | Squadra    | Tempo    |
| ---- | ---------------------- | ---------- | -------- |
| 1    | Frank Hoste            | Fagor      | 5h22'15" |
| 2    | Sean Kelly             | KAS        | s.t.     |
| 3    | Manuel Jorge Domínguez | Seat-Orbea | s.t.     |

| Pos. | Corridore      | Squadra   | Tempo    |
| ---- | -------------- | --------- | -------- |
| 1    | Jörg Müller    | KAS       | 5h28'52" |
| 2    | Anselmo Fuerte | Zor-BH    | a 2"     |
| 3    | Thierry Marie  | Système U | s.t.     |

### 2ª tappa, 1ª semitappa
- 11 settembre: Barcellona > Valls – 94,6 km[3]

Risultati
| Pos. | Corridore         | Squadra    | Tempo    |
| ---- | ----------------- | ---------- | -------- |
| 1    | Wim Arras         | PDM        | 2h11'20" |
| 2    | Alfonso Gutiérrez | Teka       | s.t.     |
| 3    | Antoni Esparza    | Seat-Orbea | s.t.     |

### 2ª tappa, 2ª semitappa
- 11 settembre: Valls > Salou – 60,0 km[3]

Risultati
| Pos. | Corridore     | Squadra   | Tempo    |
| ---- | ------------- | --------- | -------- |
| 1    | Thierry Marie | Système U | 1h43'10" |
| 2    | Wim Arras     | PDM       | a 2"     |
| 3    | Frank Hoste   | Fagor     | s.t.     |

| Pos. | Corridore      | Squadra   | Tempo    |
| ---- | -------------- | --------- | -------- |
| 1    | Jörg Müller    | KAS       | 9h23'24" |
| 2    | Thierry Marie  | Système U | s.t.     |
| 3    | Anselmo Fuerte | Zor-BH    | a 2"     |

### 3ª tappa
- 12 settembre: Salou > Lleida – 160,0 km[4]

Risultati
| Pos. | Corridore         | Squadra   | Tempo    |
| ---- | ----------------- | --------- | -------- |
| 1    | Frank Hoste       | Fagor     | 4h20'50" |
| 2    | Wim Arras         | PDM       | s.t.     |
| 3    | Dominique Lecrocq | Système U | s.t.     |

| Pos. | Corridore       | Squadra   | Tempo     |
| ---- | --------------- | --------- | --------- |
| 1    | Jörg Müller     | KAS       | 13h44'14" |
| 2    | Thierry Marie   | Système U | s.t.      |
| 3    | Acácio da Silva | KAS       | a 2"      |

### 4ª tappa
- 13 settembre: Solsona > Vallter 2000 – 171,0 km[5]

Risultati
| Pos. | Corridore             | Squadra | Tempo    |
| ---- | --------------------- | ------- | -------- |
| 1    | Juan Fernández Martín | Zor-BH  | 4h48'48" |
| 2    | Sean Kelly            | KAS     | a 16"    |
| 3    | Pedro Delgado         | PDM     | s.t.     |

| Pos. | Corridore      | Squadra | Tempo     |
| ---- | -------------- | ------- | --------- |
| 1    | Anselmo Fuerte | Zor-BH  | 18h33'20" |
| 2    | Sean Kelly     | KAS     | a 6"      |
| 3    | Pedro Delgado  | PDM     | a 10"     |

### 5ª tappa, 1ª semitappa
- 14 settembre: Camprodon > Vic – 87,0 km[6]

Risultati
| Pos. | Corridore        | Squadra  | Tempo    |
| ---- | ---------------- | -------- | -------- |
| 1    | Dominique Arnaud | Reynolds | 1h58'50" |
| 2    | Jörg Müller      | KAS      | s.t.     |
| 3    | Ángel Camarillo  | Zor-BH   | s.t.     |

### 5ª tappa, 2ª semitappa
- 14 settembre: Vic > Manresa – 99,0 km[7]

Risultati
| Pos. | Corridore            | Squadra    | Tempo    |
| ---- | -------------------- | ---------- | -------- |
| 1    | Pello Ruiz Cabestany | Seat-Orbea | 2h29'01" |
| 2    | Laurent Fignon       | Système U  | a 34"    |
| 3    | Celestino Prieto     | Reynolds   | a 36"    |

| Pos. | Corridore      | Squadra | Tempo     |
| ---- | -------------- | ------- | --------- |
| 1    | Anselmo Fuerte | Zor-BH  | 23h02'05" |
| 2    | Sean Kelly     | KAS     | a 6"      |
| 3    | Pedro Delgado  | PDM     | a 10"     |

### 6ª tappa
- 15 settembre: Manresa > l'Hospitalet de Llobregat – 135,0 km[8]

Risultati
| Pos. | Corridore        | Squadra  | Tempo    |
| ---- | ---------------- | -------- | -------- |
| 1    | Federico Echave  | Teka     | 3h26'53" |
| 2    | Dominique Arnaud | Reynolds | s.t.     |
| 3    | Vicente Belda    | Kelme    | s.t.     |

| Pos. | Corridore      | Squadra | Tempo     |
| ---- | -------------- | ------- | --------- |
| 1    | Anselmo Fuerte | Zor-BH  | 26h29'32" |
| 2    | Sean Kelly     | KAS     | a 6"      |
| 3    | Pedro Delgado  | PDM     | a 10"     |

### 7ª tappa
- 16 settembre: Alghero – Cronometro individuale – 29,9 km[9]

Risultati
| Pos. | Corridore      | Squadra   | Tempo  |
| ---- | -------------- | --------- | ------ |
| 1    | Sean Kelly     | KAS       | 38'34" |
| 2    | Laurent Fignon | Système U | a 52"  |
| 3    | Julián Gorospe | Reynolds  | a 53"  |

| Pos. | Corridore      | Squadra | Tempo     |
| ---- | -------------- | ------- | --------- |
| 1    | Sean Kelly     | KAS     | 27h08'12" |
| 2    | Álvaro Pino    | Zor-BH  | a 1'25"   |
| 3    | Anselmo Fuerte | Zor-BH  | a 1'33"   |

### 8ª tappa
- 18 settembre: Barcellona > Barcellona – 111,0 km[10]

Risultati
| Pos. | Corridore       | Squadra  | Tempo    |
| ---- | --------------- | -------- | -------- |
| 1    | Léo Wellens     | Dormilón | 2h49'28" |
| 2    | Ángel Arroyo    | Reynolds | s.t.     |
| 3    | Federico Echave | Teka     | s.t.     |

| Pos. | Corridore     | Squadra   | Tempo     |
| ---- | ------------- | --------- | --------- |
| 1    | Sean Kelly    | KAS       | 30h05'03" |
| 2    | Álvaro Pino   | Zor-BH    | a 1'33"   |
| 3    | Charly Mottet | Système U | a 1'37"   |

## Classifiche finali

### Classifica generale
| Pos. | Corridore              | Squadra      | Tempo     |
| ---- | ---------------------- | ------------ | --------- |
| 1    | Sean Kelly             | KAS          | 30h05'03" |
| 2    | Álvaro Pino            | Zor-BH       | a 1'33"   |
| 3    | Charly Mottet          | Système U    | a 1'37"   |
| 4    | Anselmo Fuerte         | Zor-BH       | a 1'49"   |
| 5    | Acácio da Silva        | KAS          | a 2'09"   |
| 6    | Marino Lejarreta       | Seat-Orbea   | a 2'39"   |
| 7    | Pedro Delgado          | PDM-Concorde | a 3'00"   |
| 8    | Carlos Hernández Bailo | Reynolds     | a 3'31"   |
| 9    | Josep Recio            | Kelme        | a 3'55"   |
| 10   | Pello Ruiz Cabestany   | Seat-Orbea   | a 5'02"   |

### Classifica a punti
| Pos. | Corridore       | Squadra   | Punti |
| ---- | --------------- | --------- | ----- |
| 1    | Sean Kelly      | KAS       | 104   |
| 2    | Frank Hoste     | Fagor-MBK | 78    |
| 3    | Federico Echave | Teka      | 53    |

### Classifica scalatori
| Pos. | Corridore             | Squadra      | Punti |
| ---- | --------------------- | ------------ | ----- |
| 1    | Juan Fernández Martín | Zor-BH       | 30    |
| 2    | Pedro Delgado         | PDM-Concorde | 29    |
| 3    | Sean Kelly            | KAS          | 27    |

### Classifica sprint
| Pos. | Corridore        | Squadra  | Punti |
| ---- | ---------------- | -------- | ----- |
| 1    | Isidro Juárez    | Zahor    | 17    |
| 2    | Vicente Belda    | Kelme    | 12    |
| 3    | Dominique Arnaud | Reynolds | 11    |

### Classifica squadre
| Pos. | Squadra | Tempo     |
| ---- | ------- | --------- |
| 1    | KAS     | 90h21'57" |
| 2    | Zor-BH  | a 42"     |
| 3    | Kelme   | a 13'10"  |